# Северный (остров, острова Петра)
Се́верный о́стров — крупнейший остров архипелага острова Петра в море Лаптевых.
Расположен вблизи северо-восточного побережья полуострова Таймыр, от которого отделён проливом Петра (в самом узком месте — 1,2 километра). Административно относится к Таймырскому Долгано-Ненецкому району Красноярского края.
Площадь острова составляет 175 км². Наивысшая точка — 17 метров (на северо-западе). Территория покрыта болотами, остров окружён отмелями. Климат — арктический. Имеет неправильную форму, вытянутую с северо-запада на юго-восток. Северная часть острова — расширенная, южная — суженная. Крайние точки:
- северная — мыс Маячный.
- восточная — мыс Кошек.
- южная — мыс Осушной.
- западный — мыс Стартовый.

К северу расположен остров Встреч, на северо-востоке — Дождевой, на юге — Безымянный.
Открыт Василием Прончищевым в 1736 году.

## Топографические карты
- Лист карты T-49-XXXIV,XXXV,XXXVI устье р. Неизвестная. Масштаб: 1 : 200 000. Издание 1987 г.